# Cassis-de-Dijon-Entscheidung

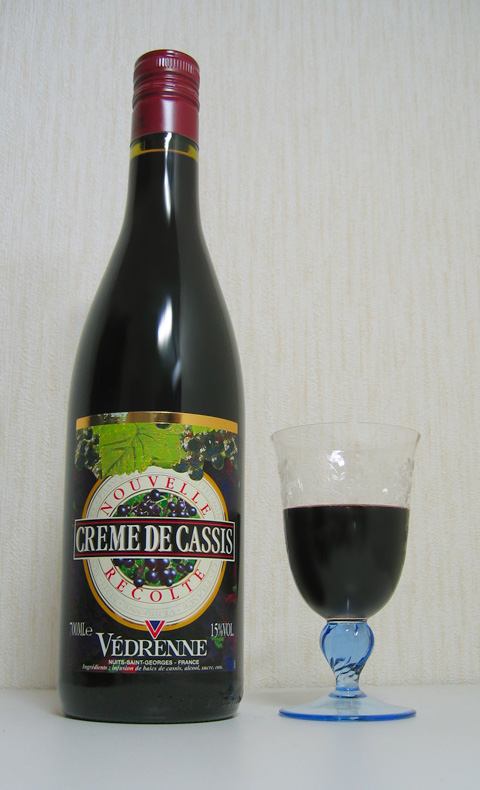
Crème de Cassis

Die Cassis-de-Dijon-Entscheidung ist das Urteil des Gerichtshofes der Europäischen Gemeinschaften (EuGH) vom 20. Februar 1979 in der Rechtssache 120/78, Rewe-Zentral AG gegen Bundesmonopolverwaltung für Branntwein. Das daraus abgeleitete Cassis-de-Dijon-Prinzip besagt, dass grundsätzlich alle Produkte, die in einem EU-Mitgliedstaat rechtmäßig in Verkehr gebracht wurden, auch in allen anderen Mitgliedstaaten verkauft werden dürfen. Gemäß dem Urteil darf ein Mitgliedstaat die Warenverkehrsfreiheit in der EU nur aus ganz bestimmten, im öffentlichen Interesse stehenden Gründen einschränken: insbesondere zur steuerlichen Kontrolle, zum Schutz der öffentlichen Gesundheit, zum Schutz der Lauterkeit des Handelsverkehrs und aus Gründen des Verbraucherschutzes.

## Sachverhalt
Die Kölner Handelsgruppe Rewe-Zentral AG wollte aus Dijon (Frankreich) den sogenannten Cassis nach Deutschland importieren. Diesen Johannisbeer-Likör wollte die Firma in ihren Lebensmittelmärkten verkaufen. Die Bundesmonopolverwaltung für Branntwein verbot Rewe jedoch den Verkauf der Ware aus Frankreich, da der vermeintliche Likör mit seinem Alkoholgehalt von 15 bis 20 % vol nicht dem vom deutschen Branntweinmonopolgesetz geforderten Alkoholgehalt von 25 % vol für Liköre entsprach.
Rewe erhob daraufhin Klage gegen die Bundesmonopolverwaltung für Branntwein und machte unter anderem geltend, dass die deutsche Regelung als eine Maßnahme, die einer mengenmäßigen Einfuhrbeschränkung in der Wirkung gleich stehe, mit der Warenverkehrsfreiheit aus Artikel 34 AEUV (früher Art. 30 EWG) unvereinbar sei. Das mit der Sache befasste Hessische Finanzgericht legte den Rechtsstreit daraufhin dem EuGH zur Vorabentscheidung vor.

## Entscheidung
Der EuGH hat festgestellt, dass Hemmnisse für den Handel zwischen den Mitgliedstaaten, die sich aus Unterschieden der nationalen Regelungen über die Vermarktung der betroffenen Produkte ergeben, grundsätzlich hingenommen werden müssen, sofern diese Regelungen notwendig sind, um zwingenden Erfordernissen gerecht zu werden. Zwingende Erfordernisse in diesem Sinne hat der Gerichtshof dabei insbesondere in den Erfordernissen einer wirksamen steuerlichen Kontrolle, des Schutzes der öffentlichen Gesundheit, der Lauterkeit des Handelsverkehrs und des Verbraucherschutzes gesehen.
Für die angegriffene Bestimmung des deutschen Branntweinmonopolgesetzes allerdings konnte der Gerichtshof solche zwingenden Erfordernisse nicht erkennen. Folgerichtig hat der Gerichtshof die deutsche Bestimmung für unvereinbar mit der europäischen Warenverkehrsfreiheit gehalten.

## Bedeutung
Die Entscheidung beruht auf Art. 34 AEUV [vormals Art. 28 EGV (vormals Art. 30 EWGV)] und hat für die Auslegung dieser Bestimmung Maßstäbe gesetzt. Art. 34 AEUV regelt die sogenannte Warenverkehrsfreiheit und lautet wie folgt:

„Mengenmäßige Einfuhrbeschränkungen sowie alle Maßnahmen gleicher Wirkung sind zwischen den Mitgliedstaaten verboten.“

In der ebenfalls grundlegenden Dassonville-Entscheidung hatte der Gerichtshof den Begriff „Maßnahmen gleicher Wirkung“ bereits überaus weit ausgelegt und darunter jede Handelsregelung eines Mitgliedstaates gefasst,

„die geeignet ist, den innergemeinschaftlichen Handel unmittelbar oder mittelbar, tatsächlich oder potentiell zu behindern.“

Die Cassis-de-Dijon-Entscheidung führt diese Rechtsprechung zunächst konsequent fort, indem sie erstmals auch eine Handelsregelung, die unterschiedslos für ausländische und inländische Produkte gilt, als Maßnahme gleicher Wirkung einstuft.
Gleichzeitig jedoch begrenzt die Entscheidung den Begriff der verbotenen „Maßnahmen gleicher Wirkung“ – und nimmt insoweit die weit gehende Dassonville-Formel zurück – auf solche mitgliedstaatlichen Regelungen, die

„nicht notwendig sind, um zwingenden Erfordernissen des Allgemeinwohls gerecht zu werden.“

Neben der Dassonville-Entscheidung gehört das Cassis-de-Dijon-Urteil daher zu den grundlegenden, richtungsweisenden Entscheidungen des Gerichtshofs zur Auslegung der europäischen Warenverkehrsfreiheit. Grundsätzlich entspricht das Cassis-de-Dijon-Prinzip mit der implizierten gegenseitigen Anerkennung von im Ergebnis gleichwertigen, aber unterschiedlich ausgestalteten Regelungen einer Marktöffnung und liberalem Handeln.
Dem Cassis-de-Dijon-Urteil folgten noch weitere Urteile des EuGH gegen Verstöße im Zusammenhang mit dem freien Warenverkehr, so zum Beispiel das Bier-Urteil, welches es Deutschland verbietet, sich gegen den Import von Bieren aus der EG zu verschließen, die nicht dem deutschen Reinheitsgebot entsprechen.

## Anwendung in der Schweiz
Um das Problem der hohen Konsumentenpreise in der Schweiz zu bekämpfen, machte Bundesrätin Doris Leuthard 2006 den Vorschlag, das Cassis-de-Dijon-Prinzip auch für den Warenimport in die Schweiz anzuwenden. Dadurch würden im EU-Raum zugelassene Produkte automatisch auch in der Schweiz zugelassen und somit Handelshemmnisse abgebaut. Damit soll das Preisniveau in der Schweiz gesenkt werden, das rund zwanzig Prozent höher ist als im angrenzenden Ausland.
Der Bundesrat wollte allerdings zuerst ausloten, welche Auswirkungen ein Freihandelsvertrag mit der EU auf den Bundeshaushalt hat. Vorgesehen sind flankierende Maßnahmen, womit die Auswirkungen der Liberalisierung abgefedert werden sollen. Darunter fallen Ausstiegshilfen und Ausgleichszahlungen an die Landwirte. Ende Juni 2008 präsentierte Bundesrätin Doris Leuthard die Botschaft ans Parlament zur Revision des Bundesgesetzes über die technischen Handelshemmnisse. Wenn Produkte in der EU zugelassen sind, sollen sie künftig auch in der Schweiz frei vermarktet werden dürfen. Es sind nur 19 Ausnahmen vorgesehen. Nach Einführung des Cassis-de-Dijon-Prinzips wären nur noch 19 statt 52 Prozent der Importe von Marktzugangsbeschränkungen behindert. Der Bundesrat rechnet mit jährlichen Einsparungen von zwei Milliarden Franken. Diese Maßnahme wird jedoch kritisiert, da die Einsparungen letztendlich zu einer Verringerung der Produktion im Inland führen würden, was im Endeffekt die Einsparungen zu Lasten der Arbeitslosenkassen und verringerten Steuereinnahmen verschiebt.
Am 29. April 2009 beschloss der Nationalrat mit 95 zu 73 Stimmen die vom Bundesrat vorgeschlagene einseitige Übernahme des Cassis-de-Dijon-Prinzips durch die Schweiz, d. h. die Zulassung der Einfuhr von Produkten nach europäischen Standards in die Schweiz und die Zulassung dieser Standards für die Produktion in der Schweiz. Für die Anwendung des Prinzips auf Lebensmittel ist eine vorgängige Bewilligung des Bundesamtes für Lebensmittelsicherheit und Veterinärwesen notwendig. Mehrheitlich mit Ja stimmten die Sozialdemokraten, die CVP und die Freisinnig-Liberalen, die damit argumentierten, dass das Gesetz die Kaufkraft stärke und die Schweizer Wirtschaft entlaste. Dagegen waren die Grünen und die SVP, die damit argumentierten, dass die Weltprodukte die Schweizer Produkte vom Markt treiben würden und dass damit Produkte in der Schweiz erlaubt wären, die unter schlechten Zuständen produziert würden. Ein angekündigtes Referendum der Bauern, der Grünen und der SVP kam nicht zustande, da sie nicht die benötigten 50.000 Unterschriften sammeln konnten. Das Gesetz zur Erleichterung von EU-Importen in die Schweiz trat daher am 1. Juli 2010 in Kraft.
Ein Jahr später berichteten die Medien, dass das Cassis-de-Dijon-Prinzip die in es gesteckten Erwartungen bisher nicht erfüllt habe. Der Schweizer Binnenmarkt habe sich nicht verändert, und insbesondere im Lebensmittelbereich habe das Prinzip keine Auswirkungen gezeigt. Per Mai 2012 wurden insgesamt 94 Gesuche für Lebensmittel eingereicht, von denen dreißig bewilligt wurden und fünf hängig waren.